# Rorippa peekelii
Rorippa peekelii är en korsblommig växtart som först beskrevs av Otto Eugen Schulz, och fick sitt nu gällande namn av Pieter van Royen. Rorippa peekelii ingår i släktet fränen, och familjen korsblommiga växter. Inga underarter finns listade i Catalogue of Life.